# Muhteşem Yüzyıl: Kösem
Muhteşem Yüzyıl: Kösem ist eine türkische historische Fernsehserie über das Leben von Kösem Mahpeyker, der Ehefrau von Ahmed I. und Mutter von Murad IV. Die Serie lief vom 12. November 2015 bis zum 27. Juni 2017 auf den Sendern Star TV und FOX Türkiye. Muhteşem Yüzyıl: Kösem ist das Sequel der Fernsehserie Muhtesem Yüzyil aus den Jahren 2011 bis 2014.

## Handlung
Die Serie beginnt mit der Thronbesteigung Ahmeds und zeigt seine Regentschaft, sowie die seines Bruders Mustafa und seiner Söhne Murad und İbrahim. Während der turbulenten Jahre des Machtwechsels und Machtkampfes hält seine Ehefrau Kösem Mahpeyker die Macht in ihren Händen.

## Besetzung
In den Hauptrollen spielen Beren Saat (Kösem Mahpeyker, Folgen 7–30), Nurgül Yeşilçay (Kösem Mahpeyker, Folgen 31–60), Ekin Koç (Ahmed I.), Hülya Avşar (Safiye Sultan), Metin Akdülger (Murad IV.), Taner Ölmez (Osman II.), Boran Kuzum (Mustafa I.) und Farah Zeynep Abdullah (Prenses Farya) sowie Anastasia Tsilimpiou (Anastasya/Kösem Mahpeyker, Folgen 1–6).

## Produktion
Die 60 Folgen umfassende Serie wurde bislang in über 55 Länder verkauft.